# Bandera de Perak
La Bandera del estado de Perak, en Malasia, es una bandera tricolor, compuesta por tres franjas horizontales equivalentes en tamaño, de colores blanco, amarillo y negro. Tiene una proporción de 1:2.
Las franjas de la bandera simbolizan las tres ramas de la familia real de Perak. La raya blanca representa al Sultán, la amarilla representa al Raja Muda (el príncipe heredero), y la negra representa al Raja Di Hilir, el siguiente en la línea después del príncipe heredero.
Los colores de esta bandera junto con el rojo, forman la bandera de los Estados Malayos Federados (Negeri Negeri Melayu Bersekutu).
- Datos: Q2600445